# Emil Hilb
Emil Hilb (Stuttgart, 26 de abril de 1882 — Wurtzburgo, 6 de agosto de 1929) foi um matemático alemão de origem judaica.
Trabalhou nos campos de funções especiais e equações diferenciais. Foi um dos autores da Encyklopädie der mathematischen Wissenschaften, contribuindo com os tópicos de séries trigonométricas e equações diferenciais. Escreveu um livro sobre funções de Lamé.
Hilb obteve o doutorado em 1903, orientado por Ferdinand von Lindemann. Foi professor em uma escola em Augsburgo, até 1906, quando tornou-se assistente de Max Noether. Em 1908 obteve uma posição de professor na Universidade de Erlangen, sendo em 1909 professor efetivo na Universidade de Würzburgo, sendo na ocasião preterido Ernst Zermelo. Dentre seus alunos em Würzburgo encontra-se Richard Bär, que mais tarde tornou-se um distinto físico experimental, Otto Haupt e Axel Schur.

## Livros
- Beiträge zur theorie der lame'schen Funktionen (Contributions to the theory of Lamé functions), München, 1903
- Über Integraldarstellungen willkürlicher Funktionen (On integral representations of arbitrary functions), Teubner, 1908
- Enzyklopädie der mathematischen Wissenschaften (Encyclopedia of the Mathematical Sciences), second volume, edited by H. Burkhardt, W. Wirtinger, R. Fricke, and E. Hilb – downloadable pdf files from the University of Göttingen (German)

## Outras fontes biográficas sobre Hilb[4]
- Haupt, Otto (1933) Emil Hilb, Jahresbericht der Deutschen Mathematiker Vereinigung (Annual Report of the German Mathematical Association), 42, pages 183–198
- Naas, L.  and Schmid, H.L.  (1961) Neue Deutsche Biographie II (New German Biography II), Berlin (Duncker & Humblot) 1972, page 115 (Otto Haupt)  Mathematisches Wörterbuch, Bd. 1, Berlin/Leipzig (Akademieverlag/Teubner), page 729
- Poggendorff,  J.C. (1937) biographisch-literarisches Handwörterbuch für Mathematik, Astronomie,Physik, Chemie und verwandte Wissensgebiete, Bd. V. Leipzig-Berlin 1926, page 536, Bd. VI, Leipzig-Berlin 1937, pages 1117
- Reindl, Maria (1966) Lehre und Forschung in Mathematik und Naturwissenschaften, insbesondere Astronomie, an der Universität Würzburg von der Gründung bis zum Beginn des 20. Jahrhunderts, Quellen und Beiträge zur Geschichte der Universität Würzburg (teaching and research in mathematics and natural sciences, especially astronomy, at the University of Würzburg from its founding until the 20th century), Beiheft 1, (Hrsg. v. Otto Volk), Neustadt an der Ausch, (Degener & Co.), pages 79–80
- Strätz, Reiner (1989) Biographisches Handbuch Würzburger Juden (biographical handbook of Jews in Würzburg) 19001945, Würzburg (Ferdinand Schöningh), pages 262–263